# 2-fenylpyridin
2-Fenylpyridin je organická sloučenina, derivát pyridinu s navázanou fenylovou skupinou. Tato sloučenina a její deriváty se používají na přípravu fluorescenčních komplexů využitelných jako OLED.
Připravuje se reakcí fenyllithia s pyridinem:
C6H5Li + C5H5N → C6H5-C5H4N + LiH
Reakce 2-fenylpyridinu s chloridem iriditým probíhá přes cyklometalaci, jejímž produktem je komplex obsahující chloridový můstek:
4 C6H5-C5H4N + 2 IrCl3(H2O)3 → Ir2Cl2(C6H4-C5H4N)4 + 4 HCl
Tento komplex lze přeměnit na níže zobrazený tris(cyklometalovaný) derivát tris(2-fenylpyridin)iridium.

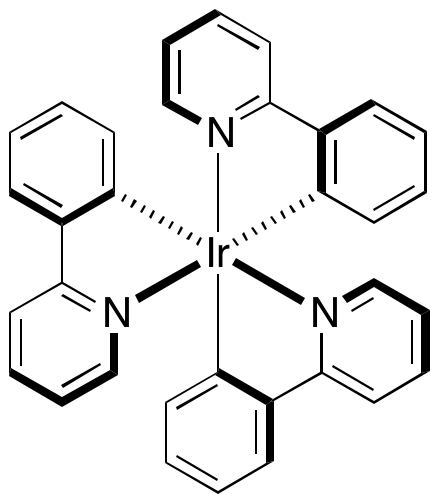
Struktura Ir(C_{6}H_{4}-C_{5}H_{4}N)_{3}